# Westmoreland (Tennessee)
Westmoreland é uma cidade  localizada no estado norte-americano de Tennessee, no Condado de Sumner.

## Demografia
Segundo o censo norte-americano de 2000, a sua população era de 2093 habitantes.
Em 2006, foi estimada uma população de 2183, um aumento de 90 (4.3%).

## Geografia
De acordo com o United States Census Bureau tem uma área de
10,0 km², dos quais 9,9 km² cobertos por terra e 0,1 km² cobertos por água. Westmoreland localiza-se a aproximadamente 282 m acima do nível do mar.

## Localidades na vizinhança
O diagrama seguinte representa as localidades num raio de 28 km ao redor de Westmoreland.